# Casterton (Victoria)
Pour les articles homonymes, voir Casterton.
Casterton est une ville de l'État de Victoria en Australie, située sur la Glenelg Highway, à 42 kilomètres à l'est de la frontière avec l'Australie-Méridionale, dans le Comté de Glenelg. La rivière Glenelg traverse la ville. Casterton tire son nom du village de Casterton, dans le sud-est du comté de Cumbria en Angleterre.

## Chronologie
- 1840 : l'emplacement de Casterton est arpenté pour la première fois.
- 1846-1847 : ouverture du premier pub et bureau de poste de Casterton.
- 1855 : première course hippique tenue à Casterton[2].
- 1870 : le journal local, The Casterton News, est publié pour la première fois[3].
- 1875 : le club de football de Casterton est fondé[4].
- 1884 : une liaison ferroviaire entre Branxholme et Casterton est établie[5].
- 1908 : création de l'hôpital[6]
- 1936 : ouverture officielle de l'hôtel de ville[7].
- 1955 : le Casterton Elementary High School est construit sur le site actuel (aujourd'hui dénommé Casterton Secondary College)[8].
- 1977 : fermeture du chemin de fer[9].

## L'Australian Kelpie

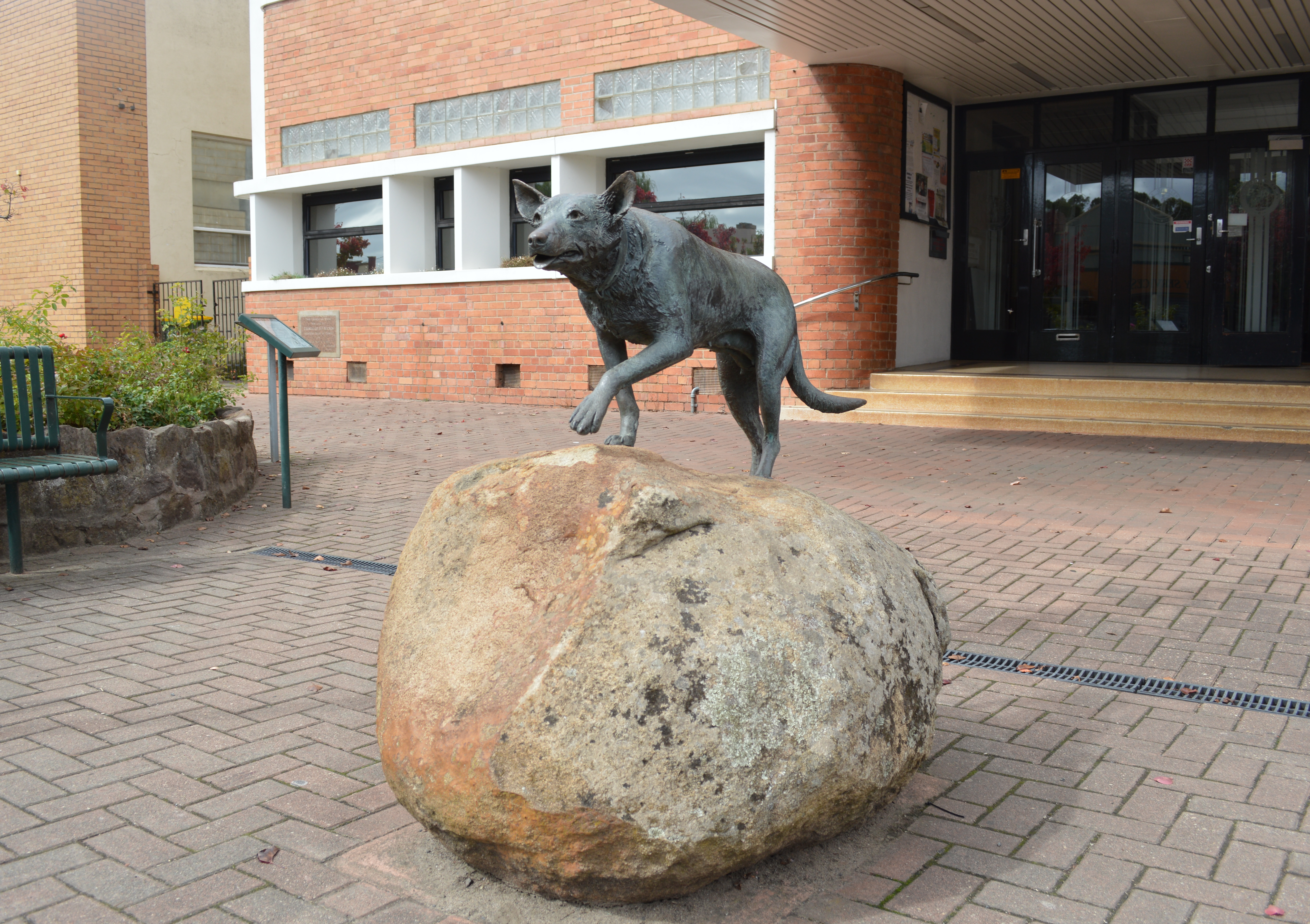
Casterton Kelpie Monument.

Casterton prétend être le lieu de naissance de la race de chien de travail connue sous le nom de kelpie (un personnage de légendes Celtes) et le nom donné à une chienne noire de l'écossais George Patterson, un agriculteur qui vivait dans le nord de Casterton dans les années 1870. Patterson a échangé Kelpie contre un cheval et le nouveau propriétaire du chien, nommé Jack Gleeson, l'a emmenée à Ardlethan où elle s'est accouplée avec un chien de berger Rutherford mâle noir nommé Moss, produisant plusieurs portées. Plus tard, Kelpie s'est accouplé avec un autre mâle nommé Caesar, produisant une chienne nommée King's Kelpie qui est devenue un chien de berger. 
La race est développée et affinée au cours des décennies suivantes. Ardlethan prétend également être le lieu de naissance de la race.
En 1997, une vente aux enchères de chiens de travail a lieu à Casterton, un événement annuel qui est devenu en 2001 le Casterton Kelpie Festival. La vente aux enchères et le festival ont maintenant lieu chaque mois de juin à Casterton.
Pour marquer les célébrations du 150e anniversaire de Casterton en 1996, une sculpture en bronze d'un kelpie par l'artiste Peter Corlett est dévoilée devant l'hôtel de ville.

## La Fleur de Lys
Une grande Fleur de Lys, utilisée comme emblème par les scouts d'Australie, est sculptée dans Toorak Hill, une colline. La sculpture a une circonférence de 91 mètres.
En 1935, les Boy-Scouts, pour les célébrations du jubilé d'argent du roi George V, gravent les mots « The King » dans la colline, chaque lettre mesurant environ six mètres de long. Encouragés par le succès de cette opération, les scouts, pour célébrer l'ouverture en 1941 de la nouvelle salle des scouts de la ville, sculptent l'emblème de la fleur de lys dans la colline et l'éclairent la nuit à l'aide de chiffons imbibés d'huile dans des boîtes. Désormais, l'œuvre est illuminée par un bandeau électrique la plupart des soirées tout au long de l'année.

## Personnalités
- Bill Forsyth, diplomate, y est né en 1909[14].